# Lago Jabelscher
El lago Jabelscher (en alemán: Jabelschersee) es un lago situado en el distrito de Llanura Lacustre Mecklemburguesa, en el estado de Mecklemburgo-Pomerania Occidental (Alemania), a una altitud de 62.1 metros; tiene un área de 234 hectáreas.
Está ubicado a pocos kilómetros al noroeste del lago Müritz, el mayor de Alemania.